# Габи
Габриэль «Га́би» Фернандес Аренас (исп. Gabriel Fernández Arenas; род. 10 июля 1983, Мадрид) — испанский футболист, выступавший на позиции полузащитника; тренер футбольного клуба «Реал Сарагоса»

## Клубная карьера

### Ранние годы
Габи Фернандес — воспитанник клуба «Атлетико Мадрид». В 2002—2004 годах он играл за вторую команду «матрасников» («Атлетико Мадрид B») в Сегунде Б. Дебют футболиста в Примере состоялся 7 февраля 2004 года на «Месталье». В следующем сезоне Габи был отдан в аренду клубу «Хетафе», где сыграл в 32 матчах чемпионата и забил 2 мяча. По окончании аренды он присоединился к основе «Атлетико» и провёл за неё ещё два сезона.

### «Сарагоса»
В феврале 2007 года Габи перешёл в команду «Реал Сарагоса» за 9 млн евро, подписав четырёхлетний контракт. 1 июля Габи официально стал игроком «Сарагосы», а 25 августа дебютировал за клуб в 1-м туре Примеры 2007/08 и практически сразу стал постоянным игроком стартового состава. По итогам сезона «Сарагоса» вылетела в Сегунду, но уже через год вернулась в Примеру вместе с «Хересом» и «Тенерифе». В сезоне 2009/10 команда финишировала на 14-м месте, а Габи впервые надел капитанскую повязку арагонцев.
Сезон 2010/11 получился для испанца богатым на голы: он забил 11 мячей, шесть из них — с пенальти. 12 марта 2011 года Габи сделал дубль в матче против «Валенсии» (оба гола с пенальти), в итоге его команда победила со счётом 4:0. Он забивал «Реалу» в победном для «Сарагосы» матче и дважды «Леванте» в последнем туре Примеры (оба раза с игры). Габи сыграл 36 матчей в чемпионате Испании, пропустив два тура из-за дисквалификации, а «Сарагоса», как и в прошлом сезоне, заняла 14-е место.

### «Атлетико Мадрид»
1 июля 2011 года Габи вернулся в «Атлетико Мадрид» за 3 миллиона евро. Уже 28 июля он провёл официальный матч за «матрасников», сыграв в квалификационном раунде Лиги Европы против норвежского «Стрёмсгодсета». Первый гол после возвращения Габи забил 4 декабря в ворота «Райо Вальекано» (14-й тур чемпионата Испании). Правда, в том же матче он отправил мяч и в свои ворота, что не помешало «Атлетико» выиграть со счётом 3:1.
В розыгрыше Лиги Европы 2011/12 Габи сыграл 17 матчей, он принял участие в обоих полуфиналах против «Валенсии» и в финальном матче с «Атлетиком» из Бильбао, где вместе с Марио Суаресом успешно противостоял креативным полузащитникам басков. «Атлетико» победил — 3:0, и Габи выиграл первый трофей за карьеру. В Ла Лиге мадридцы заняли 5-е место.

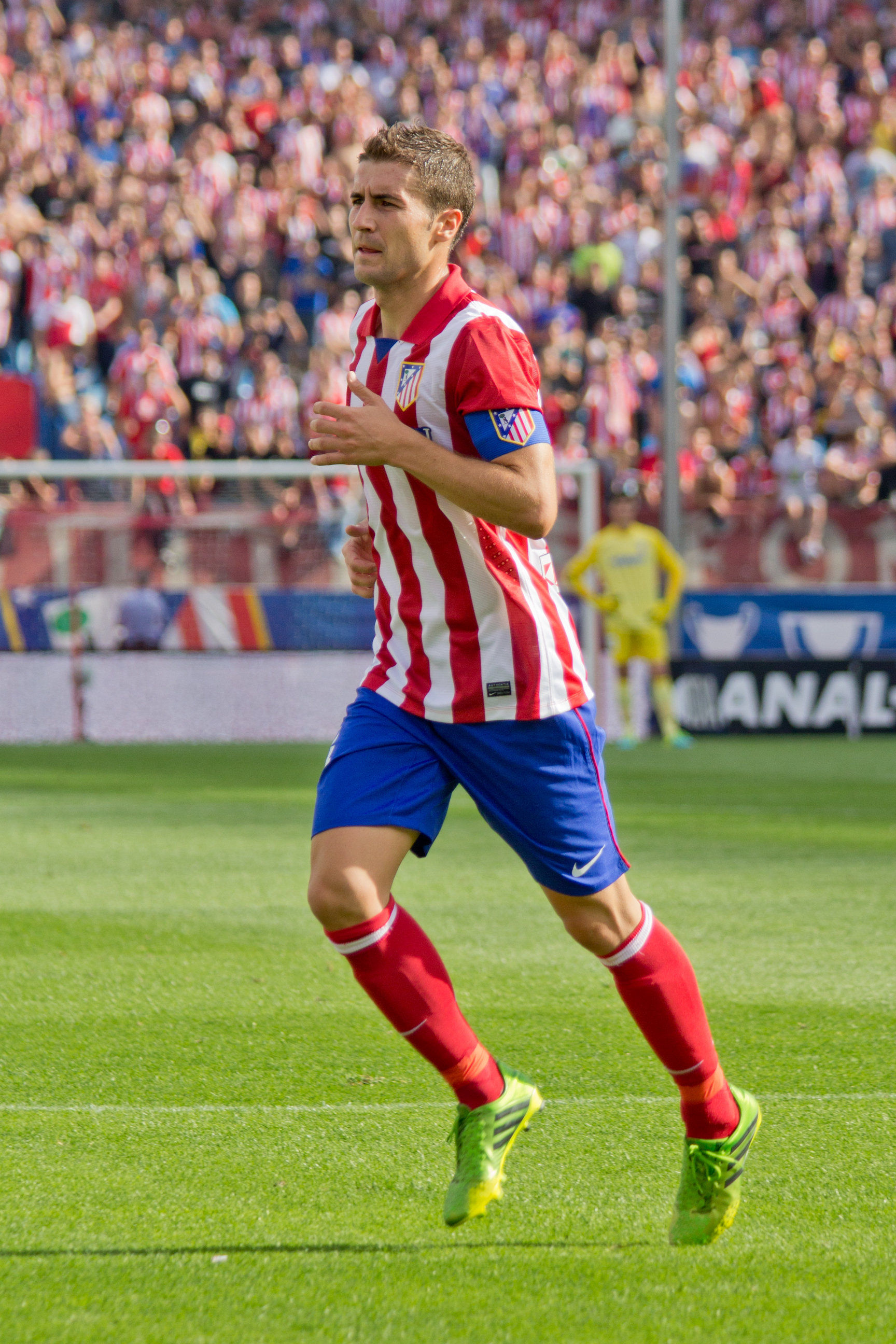
Габи в матче против «Альмерии» (14 сентября 2013)

Летом 2012 года, после ухода из «Атлетико» Антонио Лопеса, а также Луиса Переа и Альваро Домингеса (второй и третий капитаны), главный тренер «матрасников» Диего Симеоне назначил Габи капитаном команды. Одним из первых матчей для Габи в качестве капитана стала игра за Суперкубок УЕФА (31 августа), в котором мадридцы разгромили «Челси» благодаря хет-трику Фалькао.
В сезоне 2012/13, как и в предыдущем, Габи оставался одним из ключевых игроков полузащиты своего клуба. Он провёл 8 матчей в розыгрыше Кубка Испании, включая финал, где соперником «Атлетико» стал мадридский «Реал». Эта игра закончилась со счётом 2:1 в пользу «Атлетико» (решающий гол забит в овертайме). На 114-й минуте за фол на Габи прямую красную карточку получил Криштиану Роналду: в падении он ударил капитана «матрасников» ногой по лицу. Но и сам Габи был удалён на последней добавленной минуте, получив вторую жёлтую за задержку времени. Победа в финале позволила «Атлетико» не только завоевать трофей, но и выиграть в мадридском дерби впервые за 14 лет.
В следующем сезоне Габи сыграл свой 200-й матч в футболке «Атлетико» (25-й тур чемпионата Испании, на выезде против «Осасуны»). Он выходил на поле в 36 играх Примеры, в том числе 17 мая 2014 года на «Камп Ноу», когда решалась судьба чемпионского титула. В начале второго тайма Габи сделал подачу от углового флажка, которую замкнул Диего Годин; это позволило «матрасникам» сравнять счёт (1:1). Результат удержался до конца матча и позволил «Атлетико» выиграть золотые медали впервые с 1996 года, а «Барселона» осталась на втором месте.
Помимо успеха в национальном первенстве «Атлетико» дошёл до финала Лиги чемпионов, где уступил «Реалу», хотя и «матрасники» и вели в счёте вплоть до последних минут основного времени. 4 июля 2014 года Габи подписал контракт с «Атлетико» до 2017 года, продлив действовавшее соглашение с клубом на один сезон.
В августе 2014 года Габи принял участие в двух матчах Суперкубка Испании, где чемпион страны «Атлетико» противостоял обладателю Кубка — «Реалу». Трофей достался «матрасникам» благодаря победному голу Марио Манджукича в домашнем поединке. В сезоне 2014/15 «Атлетико» занял 3-е место в Ла Лиге, а также дошёл до 1/4 финала Лиги чемпионов и национального кубка. В ответном кубковом матче с «Барселоной», когда определялся полуфиналист турнира, Габи был удалён в перерыве игры из-за инцидента в подтрибунном помещении.

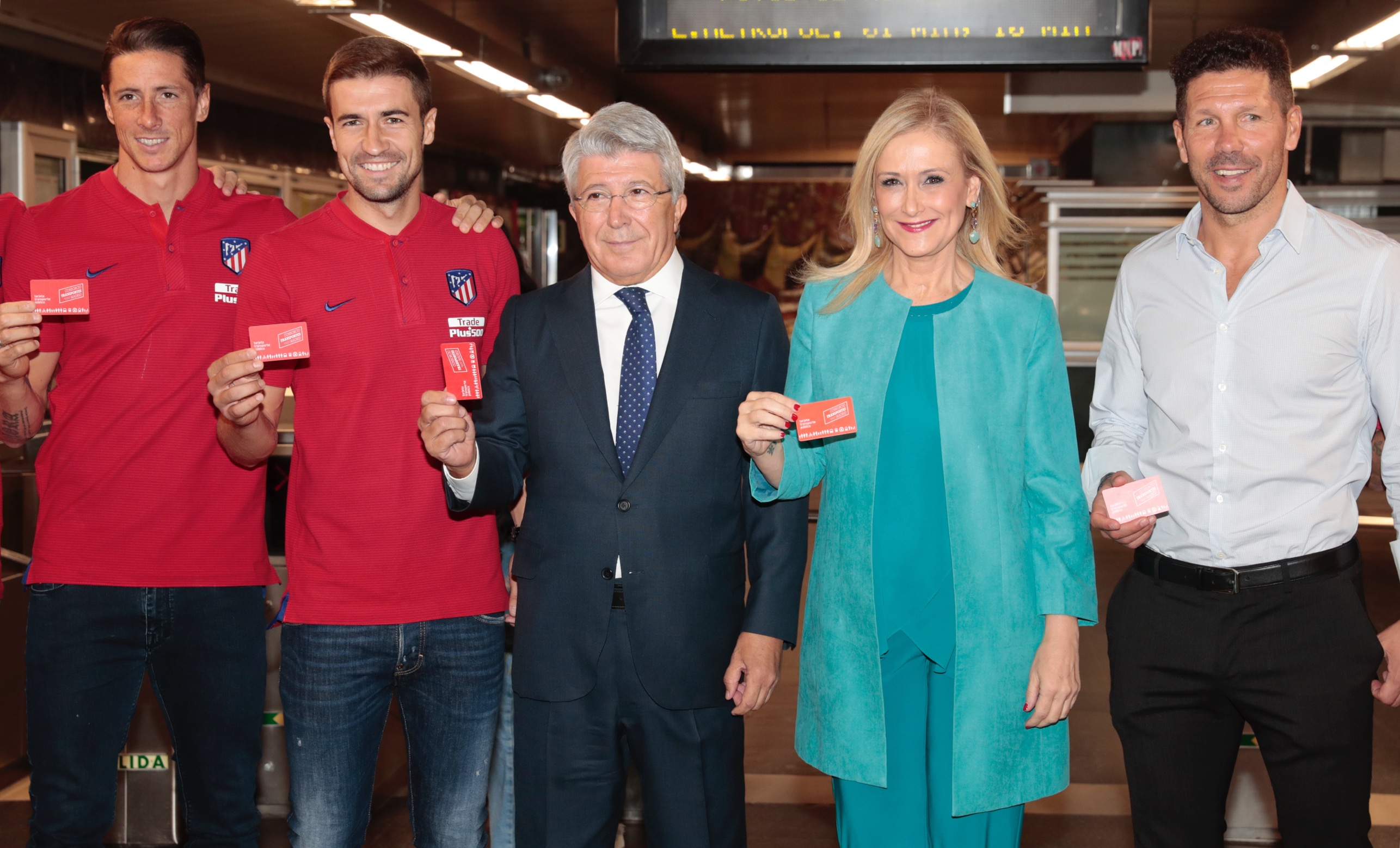
Фернандо Торрес, Габи, Энрике Сересо, Кристина Сифуэнтес и Диего Симеоне на станции метро Estadio Metropolitano (7 сентября 2017)

В розыгрыше Лиги чемпионов 2015/16 Габи сыграл все 13 матчей «Атлетико», включая финал в Милане. Там, как и двумя годами ранее, состоялся очередной эпизод мадридского дерби, «Реал» — «Атлетико». Габи отыграл 120 минут основного и дополнительного времени и забил свой послематчевый пенальти, но в целом игроки «Реала» были точнее — 5:3. Трофей вновь оказался у «сливочных».
16 сентября 2017 года Габи сыграл 90 минут в домашней игре «Атлетико» против «Малаги» (4-й тур чемпионата Испании 2017/18, счёт 1:0). Этот матч стал официальным открытием стадиона «Ванда Метрополитано», построенного на смену старому «Висенте Кальдерон»; на трибунах присутствовали 63 000 зрителей, в том числе король Испании Филипп VI. Позже, в 27-м туре, Габи сыграл 400-й матч за «Атлетико». До него этой цифры смогли достичь лишь 6 футболистов мадридского клуба.
После ничьей с «Карабахом» на групповом этапе Лиги чемпионов, когда для «Атлетико» стала реальной перспектива не попасть в плей-офф ЛЧ, Габи негативно отозвался о возможности играть в Лиге Европы, сказав, что «на сегодняшний день Лига Европы — это дерьмо, но мы должны там играть» (исп. A día de hoy digo que la Europa League es una mierda, pero si nos toca habrá que jugarla). Тем не менее он сыграл 8 матчей весенней части ЛЕ-2017/18 (все, кроме ответного матча 1/8), а в финале забил гол после передачи Коке и установил окончательный счёт — 3:0 в пользу «Атлетико». Мяч в ворота «Марселя» стал для Габи первым за два сезона, победа в Лиге Европы — второй за карьеру.

### «Аль-Садд»
Летом 2018 года Габи перешёл в катарский клуб «Аль-Садд», который тренировал Жезуалду Феррейра, и в следующем году выиграл чемпионат Катара. После двух сезонов в составе «Аль-Садда» он объявил о завершении карьеры игрока.

## Карьера в сборной
В составе сборной Испании для игроков до 20 лет Габи участвовал в чемпионате мира по футболу среди молодёжных команд 2003 года. На турнире испанский полузащитник сыграл 7 матчей и забил один гол в ворота сверстников из Аргентины.

## Инцидент с матчем «Леванте» — «Сарагоса»
В сентябре 2014 года в испанской прессе появилась информация, что матч между клубами «Леванте» и «Сарагоса», состоявшийся 21 мая 2011 года, мог быть договорным. Гостям требовалась победа, чтобы удержаться в примере, и они добились её, а тогдашний капитан «Сарагосы» Габи забил два мяча. 2 октября 2014 года Габи дал показания специальной прокуратуре Испании по борьбе с коррупцией и организованной преступностью, подтвердив договорной характер матча; кроме того, он заявил, что действовал по просьбе клуба и не имел личной заинтересованности в исходе игры, так как уже согласовал контракт с «Атлетико». По данным прокуратуры, тренер «Сарагосы» Хавьер Агирре и 9 игроков команды передали футболистам «Леванте» 965 000 евро наличными, чтобы те обеспечили нужный результат.
В январе 2015 года суд в Валенсии принял к рассмотрению иск о проведении договорного матча между «Леванте» и «Сарагосой».

## Достижения

### Командные
«Атлетико Мадрид»
- Чемпион Испании: 2013/14
- Обладатель Кубка Испании: 2012/13
- Обладатель Суперкубка Испании: 2014
- Победитель Лиги Европы (2): 2011/12, 2017/18
- Обладатель Суперкубка УЕФА: 2012
- Финалист Лиги чемпионов (2): 2013/14, 2015/16

«Аль Садд»
- Чемпион Катара: 2018/19
- Обладатель Кубка Катара: 2020
- Обладатель Кубка шейха Яссима: 2019

### Личные
- Входит в состав символической сборной чемпионата Испании: 2013/14[32]
- Входит в состав символической сборной Лиги чемпионов УЕФА (2): 2013/14[33], 2015/16[34]
- Входит в состав символической сборной Лиги Европы УЕФА: 2017/18[35]

## Статистика выступлений
| Клуб             | Сезон            | Лига | Лига | Кубки | Кубки | Еврокубки | Еврокубки | Прочие | Прочие | Итого | Итого |
| Клуб             | Сезон            | Игры | Голы | Игры  | Голы  | Игры      | Голы      | Игры   | Голы   | Игры  | Голы  |
| ---------------- | ---------------- | ---- | ---- | ----- | ----- | --------- | --------- | ------ | ------ | ----- | ----- |
| Атлетико Мадрид  | 2003/04          | 6    | 0    | 1     | 0     | 0         | 0         | 0      | 0      | 7     | 0     |
| Атлетико Мадрид  | 2004/05          | 0    | 0    | 0     | 0     | 3         | 0         | 0      | 0      | 3     | 0     |
| Атлетико Мадрид  | 2005/06          | 32   | 1    | 1     | 0     | 0         | 0         | 0      | 0      | 33    | 1     |
| Атлетико Мадрид  | 2006/07          | 20   | 0    | 2     | 0     | 0         | 0         | 0      | 0      | 22    | 0     |
| Атлетико Мадрид  | Итого            | 58   | 1    | 4     | 0     | 3         | 0         | 0      | 0      | 65    | 1     |
| → Хетафе         | 2004/05          | 32   | 2    | 2     | 0     | 0         | 0         | 0      | 0      | 34    | 2     |
| → Хетафе         | Итого            | 32   | 2    | 2     | 0     | 0         | 0         | 0      | 0      | 34    | 2     |
| Реал Сарагоса    | 2007/08          | 32   | 0    | 3     | 0     | 2         | 0         | 0      | 0      | 37    | 0     |
| Реал Сарагоса    | 2008/09          | 35   | 4    | 0     | 0     | 0         | 0         | 0      | 0      | 35    | 4     |
| Реал Сарагоса    | 2009/10          | 32   | 1    | 2     | 0     | 0         | 0         | 0      | 0      | 34    | 1     |
| Реал Сарагоса    | 2010/11          | 36   | 10   | 2     | 1     | 0         | 0         | 0      | 0      | 38    | 11    |
| Реал Сарагоса    | Итого            | 135  | 15   | 7     | 1     | 2         | 0         | 0      | 0      | 144   | 16    |
| Атлетико Мадрид  | 2011/12          | 31   | 2    | 1     | 0     | 17        | 1         | 0      | 0      | 49    | 3     |
| Атлетико Мадрид  | 2012/13          | 35   | 0    | 8     | 0     | 2         | 0         | 1      | 0      | 46    | 0     |
| Атлетико Мадрид  | 2013/14          | 36   | 3    | 7     | 0     | 12        | 0         | 2      | 0      | 57    | 3     |
| Атлетико Мадрид  | 2014/15          | 34   | 0    | 5     | 1     | 7         | 0         | 2      | 0      | 48    | 1     |
| Атлетико Мадрид  | 2015/16          | 35   | 1    | 4     | 0     | 13        | 0         | 0      | 0      | 52    | 1     |
| Атлетико Мадрид  | 2016/17          | 34   | 0    | 5     | 0     | 11        | 0         | 0      | 0      | 50    | 0     |
| Атлетико Мадрид  | 2017/18          | 34   | 0    | 3     | 0     | 13        | 1         | 0      | 0      | 50    | 1     |
| Атлетико Мадрид  | Итого            | 239  | 6    | 33    | 1     | 75        | 2         | 5      | 0      | 352   | 9     |
| Аль-Садд         | 2018/19          | 21   | 0    | 3     | 0     | 9         | 0         | 0      | 0      | 33    | 0     |
| Аль-Садд         | 2019/20          | 14   | 0    | 1     | 0     | 8         | 0         | 4      | 0      | 27    | 0     |
| Аль-Садд         | Итого            | 35   | 0    | 4     | 0     | 17        | 0         | 4      | 0      | 60    | 0     |
| Всего за карьеру | Всего за карьеру | 499  | 24   | 50    | 2     | 97        | 2         | 9      | 0      | 655   | 28    |